# آلمیرانته تامانداره
آلمیرانته تامانداره (به پرتغالی: Almirante Tamandaré) یک سکونتگاه مسکونی در برزیل است که در پارانا واقع شده‌است.